# جيمس إم. جاسبر
جيمس إم. جاسبر (بالإنجليزية: James M. Jasper)‏ هو عالم اجتماع أمريكي، ولد في 30 سبتمبر 1957.